# Brilliant (Ohio)
|  | Dieser Artikel wurde aufgrund von inhaltlichen Mängeln auf der Qualitätssicherungsseite des Projektes USA eingetragen. Hilf mit, die Qualität dieses Artikels auf ein akzeptables Niveau zu bringen, und beteilige dich an der Diskussion! Eine nähere Beschreibung der zu behebenden Mängel fehlt. |

Brilliant ist ein Census-designated place auf gemeindefreiem Gebiet im östlichen Wells Township, Jefferson County, Ohio. Das U.S. Census Bureau ermittelte bei der Volkszählung 2020 eine Einwohnerzahl von 1317.
Der Ort wurde nach einer Glashütte benannt, die früher an diesem Ort ihren Sitz hatte.
Brilliant liegt an der Ohio State Route 7 und  zwischen den Orten Mingo Junction und Rayland am Ohio River.
Das nahe gelegene Kraftwerk Cardinal ging 1967 in Betrieb.

## Verkehr
Durch Brilliant führen Bahnstrecken der Norfolk Southern und der Wheeling and Lake Erie Railway. Früher besaß der Ort außerdem eine Interurban-Verbindung der Wheeling Traction Railroad nach Steubenville.